# Stink
Stink è un EP della band The Replacements, registrato presso gli studi Blackberry Way a Minneapolis, Minnesota il 13 marzo 1982 e pubblicato il 24 giugno 1982.
Lo stile musicale richiama quello dell'album precedente, Sorry Ma, Forgot to Take Out the Trash.
All'inizio della prima traccia, Kids Don't Follow, è presente una registrazione dove si sente la polizia di Minneapolis che interrompe una festa in cui si stava tendendo un concerto dei Replacements. Se si ascolta attentamente si può sentire un membro del pubblico insultare la polizia; la persona in questione è Dave Pirner dei Soul Asylum.
Il 22 aprile 2008 è stata pubblicata dalla Rhino Entertainment una versione rimasterizzata con 4 tracce aggiuntive inedite.
La canzone Kids Don't Follow è stata resa disponibile in download per Rock Band 2 il 19 maggio 2009.

## Tracce
Tutte le tracce sono di Paul Westerberg tranne dove indicato
1. Kids Don't Follow - 2:50
2. Fuck School - 1:26 (Westerberg/Stinson/Stinson/Mars)
3. Stuck in the Middle - 1:48 (Westerberg/Stinson/Stinson/Mars)
4. God Damn Job - 1:19
5. White and Lazy - 2:06
6. Dope Smokin' Moron - 1:31 (Westerberg/Stinson/Stinson/Mars)
7. Go - 2:29
8. Gimme Noise - 1:41 (Westerberg/Stinson/Stinson/Mars)

### Tracce bonus della ristampa del 2008
1. Staples in Her Stomach (Outtake) - 1:28 (Westerberg/Stinson/Stinson/Mars)
2. Hey, Good Lookin' (Outtake) - 1:55 (Hank Williams)
3. (We're Gonna) Rock Around the Clock (Outtake) - 3:02 (J.Myers/M.Freedman)
4. You're Getting Married (Solo Home Demo) - 5:11

## Formazione
- Paul Westerberg - voce, chitarra
- Bob Stinson - chitarra
- Tommy Stinson - basso
- Chris Mars - batteria